# Annona asplundiana
Annona asplundiana är en kirimojaväxtart som beskrevs av Robert Elias Fries. Annona asplundiana ingår i släktet annonor, och familjen kirimojaväxter. Inga underarter finns listade i Catalogue of Life.